# Stephen Bissette
Stephen Bissette (Vermont, Estados Unidos, 14 de março de 1955) é um quadrinista norte-americano mais conhecido por seu trabalho de desenhista na revista Monstro do Pântano, da editora Vertigo, em coautoria com Alan Moore (roteiro) e John Totleben (arte-final). Ganhou o Troféu HQ Mix de 1998 pela edição brasileira da revista Monstro do Pântano.